# Fédération arménienne d'athlétisme
La Fédération arménienne d'athlétisme (en arménien Հայաստանի Աթլետիկայի Ֆեդերացիա, ՀԱՖ HAF) est la fédération d'athlétisme d'Arménie, affiliée à l'Association européenne d'athlétisme et l'IAAF depuis 1993. Son siège est à Erevan et son président est Robert Emmiyan.